# Château de Schoeneck
Pour les articles homonymes, voir Schoeneck.
Le château de Schœneck est un ancien château fort de relief, de nos jours ruiné, dont les vestiges se dressent sur la commune française de Dambach, dans le département du Bas-Rhin, en région Grand Est.

## Localisation
Le château est construit sur une barre rocheuse à 380 m d'altitude et à 2,6 km au nord-est de Dambach, dans le département français du Bas-Rhin.

## Historique

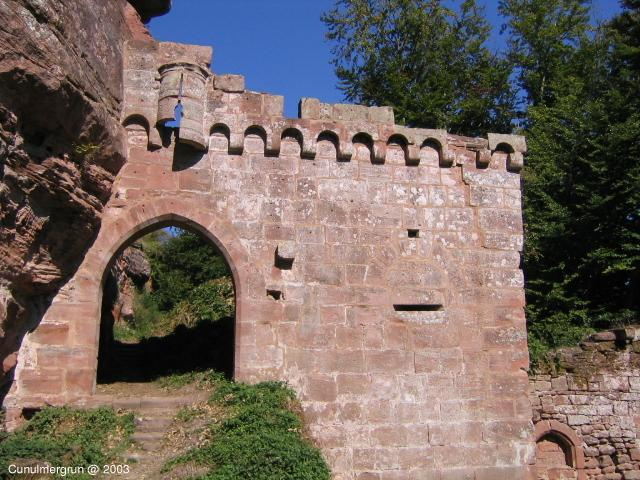
Le portail avec la poivrière à l'entrée de la basse-cour est (2003).

Le château est probablement construit à la fin du XIIe ou au début du XIIIe siècle, sans doute à l'instigation des Hohenstaufen, pour en chasser les brigands auxquels il servait de refuge. Détruit vers 1280, il est reconstruit en 1286 et cité en 1287 comme propriété de l'évêque de Strasbourg, allié des Habsbourg. Il en confie la garde en 1301 à la famille de Lichtenberg et l'inféode aux Schœneck.
En 1375, l'évêque de Strasbourg Frédéric de Blankenheim reçoit l'accord du chapitre et de Jean IV de Lichtenberg pour restaurer le château. Les travaux auront lieu jusqu'en 1390.
En 1440, lors d'un partage d'héritage entre les deux derniers seigneurs de Lichtenberg, le château revient à l'aîné, Jacques. Mais, en 1464, l'électeur palatin Frédéric s'empare provisoirement du château, prétextant que l'administration de Jacques est néfaste aux intérêts de la famille de Lichtenberg.
Au XVIe siècle, le comte Reinhard de Deux Ponts-Bitche prend le chevalier Wolf Eckbrecht de Durckheim à son service et lui accorde la seigneurie en sous-fief en 1517. Le château est alors délabré, le sire de Durkheim était chargé de le restaurer. Il sera d'ailleurs ensuite modernisé pour l'adapter aux progrès de l'artillerie entre 1545 et 1547.
À l'extinction des comtes de Deux Ponts-Bitche en 1570, la totalité du château revient aux comtes de Hanau-Lichtenberg. 
En 1663, le château est ravagé par un incendie de forêt. Les Durkheim entreprennent alors sa reconstruction.
Le château est finalement détruit en 1680 par les troupes françaises dirigée par Monclar et Melac[réf. nécessaire], sur ordre de Louis XIV et, après la Révolution, les vestiges sont achetés par la famille de Dietrich. La ruine et la forêt environnante appartient actuellement à la famille de Pimodan.
Les ruines du château font l’objet d’une inscription au titre des monuments historiques depuis le 28 décembre 1984.

## Description
Une porte à bretèche ogivale et une grande entrée flanquée de deux bastions du XVIe siècle munis de canonnières sont encore visibles. Les vestiges des logis seigneuriaux et notamment les deux fenêtres supérieures à baie étroite et arc en plein cintre, à l'extérieur de l'enceinte occidentale, présentent des frises lombardes. À l'ouest, une courtine rectiligne ferme la basse-cour tandis qu'à l'est, une longue muraille est flanquée de deux tours.

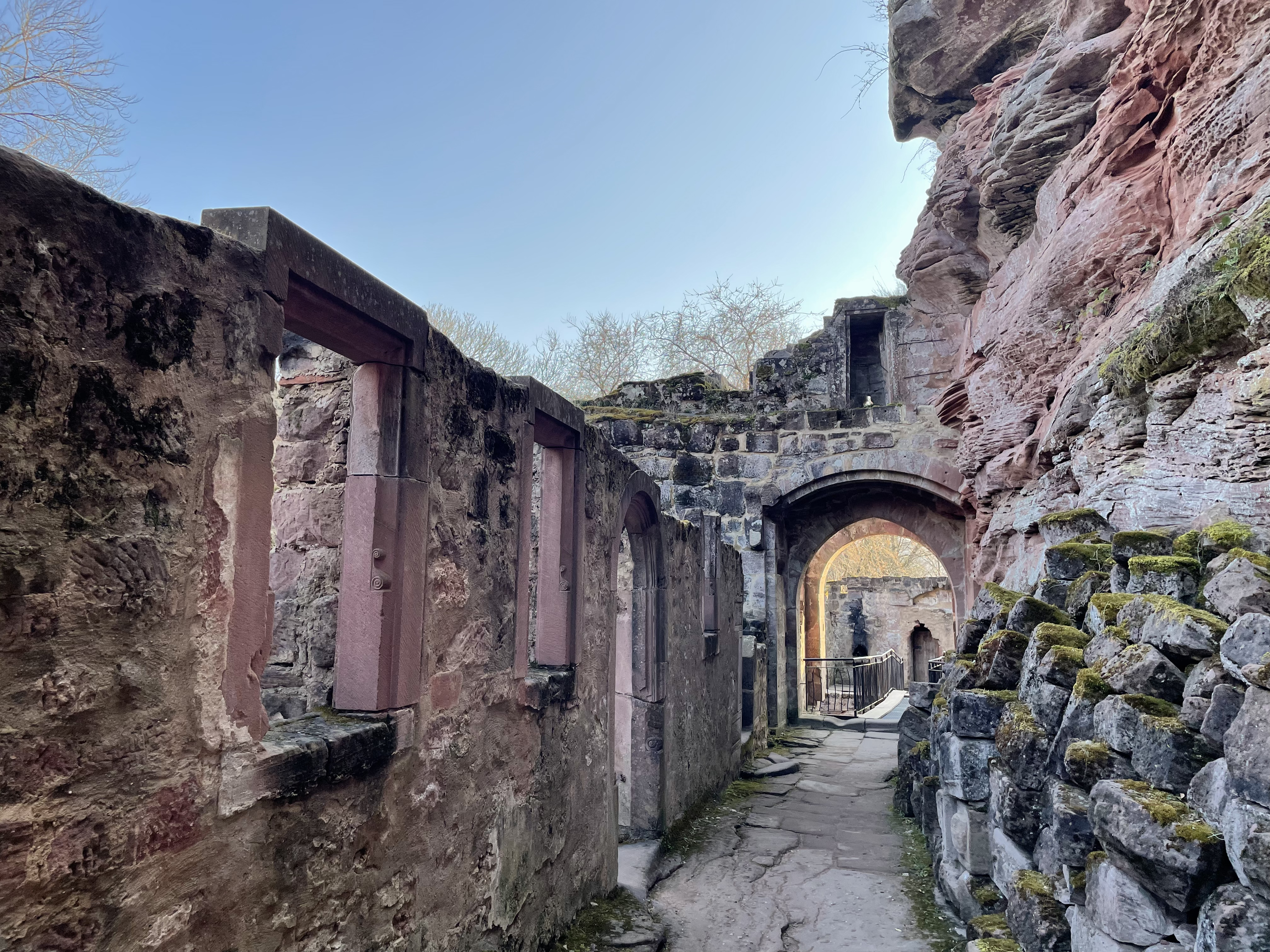
Passage menant vers la seconde basse-cour du château (est), protégée par deux portes successives.

Le château est l'objet de travaux de consolidations et de fouilles réalisés par l'association Cun Ulmer Grün depuis 2000.
Les maîtres d'ouvrage ont utilisé pour la construction du grès local, mais aussi du grès plus fin provenant d'une carrière située à une quinzaine de kilomètres du chantier. On peut voir sur le site du château un emplacement de monte-charge ayant permis d'élever les matériaux de construction à hauteur voulue.

## Légende

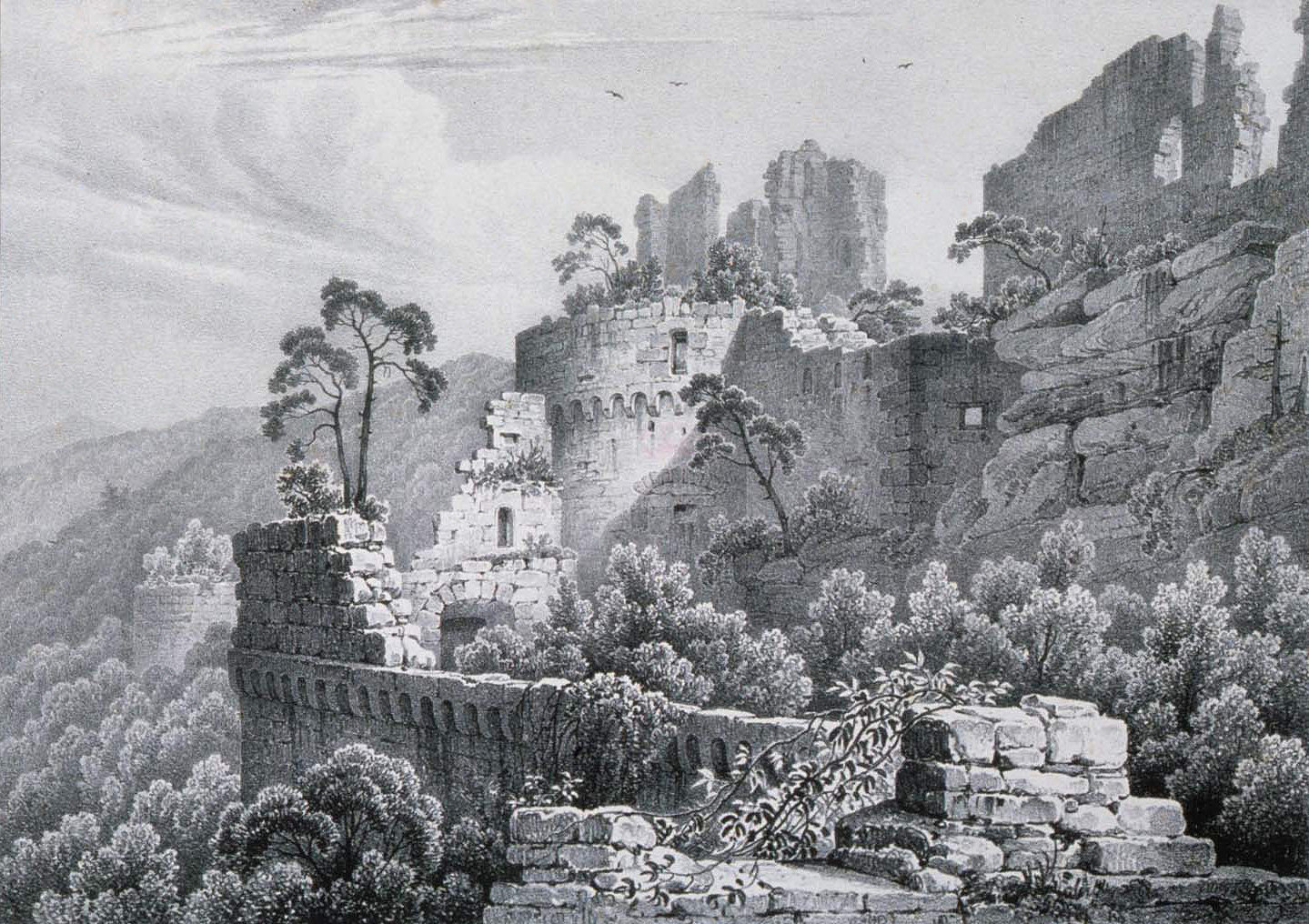
Lithographie du XIXe siècle.

En l'an 1552, Cunon de Dürckheim, seigneur du château de Schœneck et de ses dépendances, les villages de Dambach et Neuhoffen, entamait une nouvelle journée. Debout dès l'aurore, Cunon savait qu'elle serait bien remplie. D'abord la prière puis, selon son habitude, chaque fois que cela était possible, il parcourait les alentours de son domaine, respirant l'air frais des bois et appréciant le silence. Il observait le gibier qu'il allait, sous peu, chasser avec ses compagnons. Cette partie de chasse pour fêter son anniversaire était prévue depuis longtemps. Tout le matériel avait été préparé la veille, et ses amis qu'il avait hébergés au château, devaient, eux aussi être déjà prêts. La chasse s'accompagnait toujours d'un rituel qu'il aimait. Cunon chassait essentiellement pour nourrir les siens et non pas, car il détestait cela, faire la traque des animaux pour le plaisir. C'est-à-dire chasser sans la noblesse et le respect qui devrait l'accompagner.
La journée se passa comme il l'avait prévu. Ils parcoururent longuement la forêt, et maintenant, il était fatigué des chevauchées. Il s'assit sur la banquette qu'il préférait, devant une petite fenêtre qui lui assurait une vue panoramique sur ces bois qu'il aimait tant, entouré par les bruits du repas, les rires gras et les prouesses des acrobates. Il réfléchissait, car il était inquiet. Pouvait-il être sûr que son château tiendrait devant les attaques qui ne manqueraient pas de se produire depuis qu'il avait décidé d'embrasser la cause réformiste ? Il l'avait certes renforcé, et ses adversaires le savaient, mais… En songeant à tout cela et aux hommes qui périraient, son regard vit s'approcher sans aucune précipitation, deux chevaliers vêtus d'armures démodées. On eût dit qu'ils se déplaçaient à quelques centimètres du sol. Aucun des bruits inhérents à un tel déplacement n'étaient perceptible. Les veilleurs, sur le donjon ou le chemin de ronde, auraient déjà dû l'avertir de leur présence… Mais rien ! Cunon, stupéfait, les vit franchir la porte sans que le pont-levis eût été abaissé. Interloqué, il se précipita vers l'escalier qu'il descendit à toute allure… pour se retrouver en face d'étranges cavaliers à l'allure fantastique. Avant qu'il n'eût pu esquisser le moindre geste, l'un des deux s'avança et lui dit d'une voie puissante et solennelle : « Vole au secours du château de Windstein à la tête de tes soldats sans tarder ! ». Et dans l'instant ils disparurent tous les deux. Cunon, abasourdi, se demanda s'il n'avait pas rêvé, si le vin accompagnant le repas de chasse ne lui avait pas un peu troublé l'esprit. Mais non, il était parfaitement lucide, et, de plus, informé depuis quelques jours de mouvements de soldats dans la contrée. Le message lui sembla tout à fait réaliste.
Sans faire de bruit et par une sortie secrète, il quitta le château à la tête d'une bonne troupe. Excellent stratège, il s'aperçut que le Windstein risquait une attaque imminente. Il fondit, vraiment par surprise, sur des guerriers assoupis… Les arrières de l'ennemi étaient-ils en position d'attaque ? On ne sait plus… L'histoire a oublié. Quoi qu'il en soit, les troupes se dispersèrent rapidement et le château de Windstein, pour cette fois, dut son salut à deux chevaliers étranges venus on ne sait d'où.
Dans les veillées d'aujourd'hui, le regard des enfants auxquels on raconte l'histoire des cavaliers fantômes du Schœneck en dit long sur le mystère qui les entoure. La tradition, tenace, ajoute qu'à certaines périodes, les deux chevaliers rôdent toujours autour du château, l'épée à la main, poursuivant un ennemi invisible… Seraient-ils désormais les gardiens du trésor que l'on dit enterré dans les souterrains interminables de l'élégante bâtisse ?

## Fouilles
En 1881, de premières fouilles, sans doute limitées, ont eu lieu, malheureusement il ne reste pas beaucoup de traces de ce qu'il avait été découvert.
En 1981, un siècle plus tard, de nouvelles fouilles y sont entreprises. L'équipe de Maurice Frey dégage l'entrée avec ses deux bastions d'artillerie et le fossé. Ils y trouvent un linteau de bouche à feu daté de 1676 qui prouve la fin des travaux du XVIIe siècle. Peu après, le château subissait le siège des troupes de Monclar. En 1983, René Schellmanns reprend les fouilles et dégage l'espace devant la grande porte en ogive. Il y découvre notamment une forge avec son évier.
En 2003, l'association Cun Ulmer Grün entreprend des fouilles au niveau de la tour octogonale dans la partie nord-est du site. Une stratigraphie hors du commun y est mise au jour. Une pièce de 1656 découverte dans la première couche d'incendie permet de confirmer la date de l'événement décrit dans un document d'époque, à savoir, 1663.

## Accès
Entre Obersteinbach et le Wineckerthal, sur la D53, prendre le chemin qui mène à la maison forestière du Fischerackerhof et emprunter le sentier du Club vosgien Henri-Mellon, balisé d'un triangle vert ou plus loin et moins raide le chemin balisé d'un triangle rouge.